# Sybaris tunicatus
Sybaris tunicatus is een keversoort uit de familie van oliekevers (Meloidae). De wetenschappelijke naam van de soort is voor het eerst geldig gepubliceerd in 1844 door Ludwig Redtenbacher.